# NXT Stand & Deliver (2025)
Stand & Deliver (2025) foi um evento de luta livre profissional produzido pela WWE para sua marca de desenvolvimento, NXT. Foi o quinto evento anual do NXT Stand & Deliver e aconteceu no sábado, 19 de abril de 2025, na T-Mobile Arena, nos subúrbios de Paradise, em Las Vegas, Nevada. O evento foi transmitido pelas plataformas de streaming da WWE e fez parte do fim de semana da WrestleMania, ocorrendo no mesmo dia da Noite 1 da WrestleMania 41, com um horário especial de início às 13h (horário do Leste dos EUA). Este foi o primeiro Stand & Deliver a ser transmitido pela Netflix na maioria dos mercados fora dos Estados Unidos, após a fusão da WWE Network com o serviço em janeiro de 2025.
Sete lutas foram disputadas no evento, incluindo uma no pré-show Countdown to Stand & Deliver. No evento principal, Oba Femi derrotou Je'Von Evans e Trick Williams para reter o Campeonato do NXT. Em outras lutas de destaque, Sol Ruca conquistou o vago Campeonato Norte-Americano Feminino do NXT em uma luta de escadas, e Hank e Tank (Hank Walker e Tank Ledger) derrotaram Fraxiom (Nathan Frazer e Axiom) para conquistar o Campeonato de Duplas do NXT.

## Produção

### Introdução

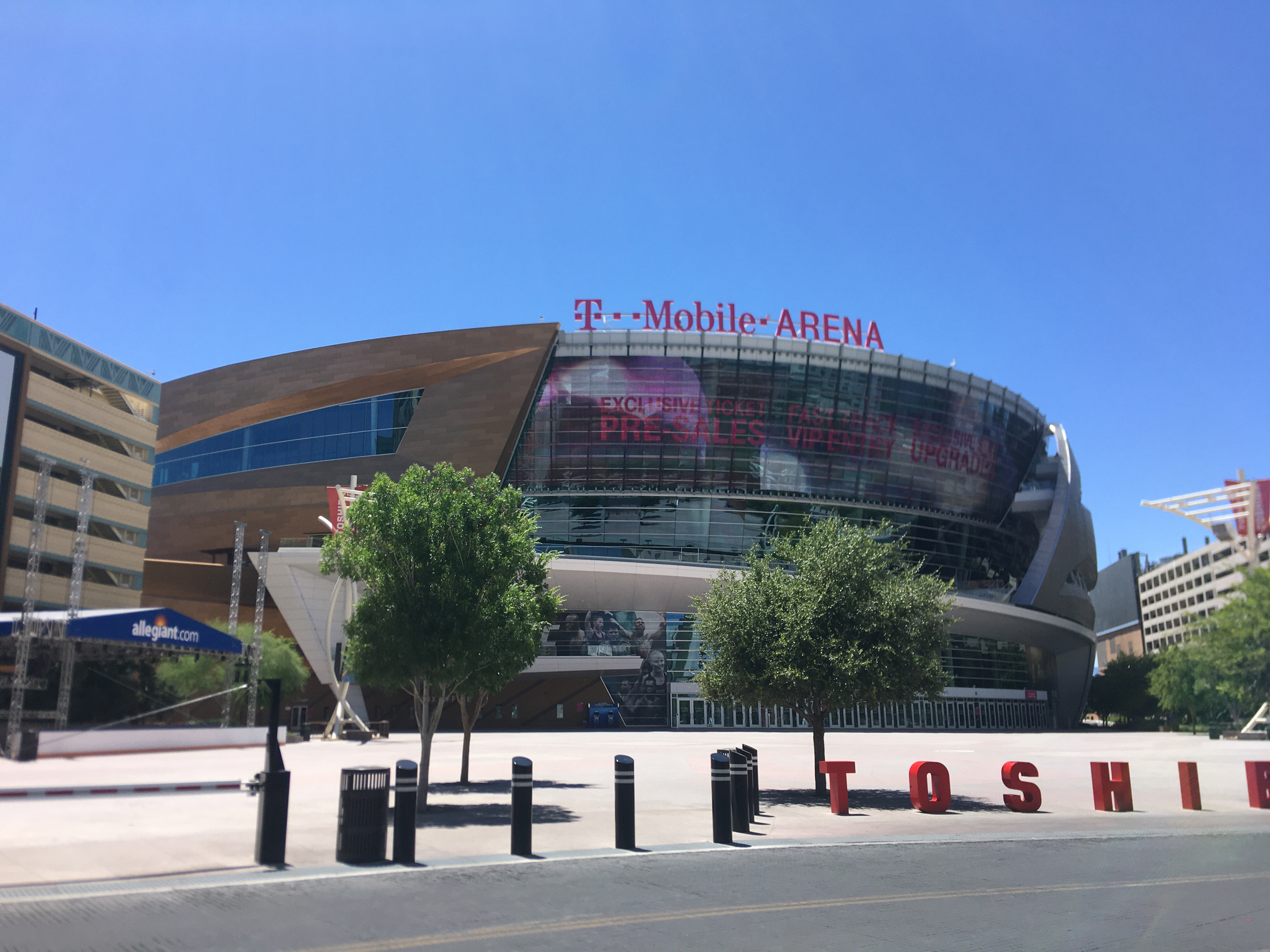
O evento foi realizado na T-Mobile Arena na Las Vegas Strip em Paradise, Nevada.

Stand & Deliver é um evento anual de luta livre profissional realizado durante a semana da WrestleMania pela WWE para sua marca de desenvolvimento, NXT, desde 2021. Em 30 de janeiro de 2025, foi anunciado que o quinto evento anual do NXT Stand & Deliver seria realizado no sábado, 19 de abril de 2025, na T-Mobile Arena, nos subúrbios de Paradise, em Las Vegas, Nevada. O evento ocorreu na tarde da Noite 1 da WrestleMania 41. Além do Peacock nos Estados Unidos, este foi o primeiro Stand & Deliver a ser transmitido ao vivo na Netflix em todos os mercados internacionais fora dos Estados Unidos, após a fusão do WWE Network com o serviço em janeiro. A partir do Halloween Havoc em 2024, todos os grandes eventos do NXT agora utilizam o logo da WWE, tornando este o primeiro Stand & Deliver a usar o logo da promoção desde sua criação.
Como todos os eventos que acontecem durante a semana da WrestleMania, o episódio do NXT de 22 de abril também será transmitido ao vivo no Fontainebleau Las Vegas, nas imediações, no BleauLive Theater.

### Meios de transmissão
Além do Peacock nos Estados Unidos, o evento também esteve disponível para transmissão ao vivo na Netflix na maioria dos mercados internacionais e na WWE Network nos países restantes que ainda não foram transferidos para a Netflix devido a contratos preexistentes. Este é o primeiro Stand & Deliver a ser transmitido ao vivo na Netflix após a fusão da WWE Network com o serviço em janeiro de 2025 nessas regiões.

### Histórias
O evento incluiu lutas que resultaram de histórias com script, onde os lutadores retrataram heróis, vilões ou personagens menos distinguíveis em eventos que criaram tensão e culminaram em uma luta ou série de lutas, com resultados predeterminados pelos escritores da WWE para a marca NXT, enquanto as histórias foram desenvolvidas no programa de televisão semanal da WWE, o NXT.

#### Evento principal
No NXT: New Year's Evil, Oba Femi derrotou o campeão anterior Trick Williams e Eddy Thorpe em uma luta triple threat para conquistar o Campeonato do NXT. Williams, em seguida, iniciou uma rivalidade com Thorpe em sua busca para recuperar o título. Durante esse período, Williams e Je'Von Evans se confrontaram várias vezes, com Williams alertando Evans para ficar fora de seu caminho e dizendo que ele ainda não estava pronto para ser campeão. No episódio de 18 de março do NXT, Williams derrotou Thorpe em uma luta NXT Underground para encerrar sua rivalidade. Após a luta, Williams desafiou Femi, momento em que ambos foram cercados pelo Darkstate (Dion Lennox, Cutler James, Osiris Griffin e Saquon Shugars), que haviam atacado Femi no Vengeance Day durante sua estreia e Evans no Roadblock após suas respectivas lutas. Femi e Williams então se envolveram em uma briga, até que Evans apareceu e atacou Femi. Uma semana depois, Evans desafiou Lexis King pela Copa Heritage do NXT, mas perdeu por contagem após interferência de Femi. Após a luta, Femi e Evans, mais uma vez cercados pelo Darkstate, entraram em uma briga, até que Williams apareceu e atacou Evans. Na semana seguinte, Williams desafiou Femi mais uma vez, quando Evans interrompeu, também querendo uma oportunidade pelo título. A gerente geral do NXT, Ava, anunciou que Femi defenderia o título contra Williams e Evans em uma luta triple threat no Stand & Deliver. Depois disso, os três foram atacados pelo Darkstate. Mais tarde naquela noite, foi anunciado que a luta seria o evento principal do Stand & Deliver.

#### Lutas do card preliminar
No Vengeance Day, Stephanie Vaquer conquistou o Campeonato Norte-Americano Feminino do NXT ao derrotar Fallon Henley, e depois venceu o Campeonato Feminino do NXT ao derrotar Giulia em uma luta Winner Takes All no NXT: Roadblock, tornando-se a primeira campeã dupla da história do NXT. No episódio de 1º de abril do NXT, a gerente geral, Ava, anunciou que Vaquer abriria mão do Campeonato Norte-Americano Feminino do NXT devido a ser detentora do Campeonato Feminino do NXT, além de querer oferecer mais oportunidades para a divisão feminina do NXT. Foi então anunciado que a próxima campeã seria determinada por uma luta de escadas entre seis lutadoras no Stand & Deliver. As lutas qualificatórias começaram naquela noite, com Zaria e Kelani Jordan se tornando as primeiras e segundas qualificadas ao derrotarem Lash Legend e Roxanne Perez, respectivamente. No episódio seguinte, Sol Ruca e Izzi Dame se tornaram a terceira e quarta classificadas ao derrotarem Jazmyn Nyx e Wren Sinclair, respectivamente.
No NXT: Roadblock, Stephanie Vaquer derrotou Giulia em uma luta "Winner Takes All" para conquistar o Campeonato Feminino do NXT, enquanto também mantinha o Campeonato Norte-Americano Feminino do NXT. No episódio seguinte, durante a celebração de Vaquer, Jordynne Grace a interrompeu, aparentemente querendo uma luta pelo título, antes de ser atacada por Jaida Parker, que afirmou que seria a próxima desafiante. No episódio seguinte, Vaquer defendeu com sucesso seu Campeonato Feminino do NXT contra Parker, após esta ser distraída por Grace. No episódio de 1º de abril, ao decidir abrir mão do Campeonato Norte-Americano Feminino do NXT, Vaquer concordou com a decisão da gerente geral do NXT, Ava, com uma condição: Vaquer poderia escolher sua própria adversária pelo Campeonato Feminino do NXT no Stand & Deliver, o que Ava aceitou. Vaquer foi interrompida por Grace e Parker, e após uma troca de palavras, uma briga entre as duas mulheres aconteceu. Depois de outra briga nos bastidores, foi anunciado que Grace enfrentaria Parker na semana seguinte. Nesse combate, o resultado foi um "no-contest" após a interferência de Vaquer. Após isso, Vaquer foi atacada por Grace e Parker, mas foi salva por Giulia, que fez seu retorno e, em seguida, se virou contra Vaquer, atacando-a e se tornando vilã no processo. Mais tarde naquela noite, Giulia desafiou Vaquer para uma revanche no Stand & Deliver, com Vaquer anunciando que enfrentaria Giulia, Grace e Parker em uma luta fatal four-way. No episódio de 15 de abril, Lola Vice e Thea Hail, que fez o seu retorno, se tornaram as quinta e sexta qualificadas ao derrotarem Tatum Paxley e Karmen Petrovic, respectivamente.
Ao longo de março e início de abril, Hank Walker e Tank Ledger passaram por uma crise de identidade e enfrentaram uma série de derrotas contra várias duplas do NXT. Após perderem outra luta no episódio de 8 de abril do NXT, Walker e Ledger expressaram sua frustração antes de receberem uma motivação dos campeões de duplas do SmackDown, The Street Profits (Angelo Dawkins e Montez Ford), que anunciaram que os vencedores de uma luta gauntlet de duplas na semana seguinte enfrentariam Nathan Frazer e Axiom pelo Campeonato de Duplas do NXT no Stand & Deliver. A luta foi vencida por Walker e Ledger.
Após fazer sua estreia no NXT no episódio de 11 de fevereiro, Ricky Saints iniciou uma jornada para fazer seu nome no NXT. Durante esse período, Saints teve várias confrontações com o ex-colega da All Elite Wrestling, Ethan Page, que o chamou de "estranho" apesar de Page ter estreado no NXT de maneira semelhante no ano anterior. No episódio de 1º de abril do NXT, Saints derrotou Shawn Spears para conquistar o Campeonato Norte-Americano do NXT. Durante sua celebração, Saints foi atacado por Page, que posou com o título depois disso. No episódio seguinte, Saints celebrou novamente sua conquista, mas exigiu que Page aparecesse para enfrentá-lo. No entanto, o detentor da Copa Heritage do NXT, Lexis King, Eddy Thorpe e Wes Lee interromperam e discutiram o motivo de serem merecedores de lutas pelo título. Após isso, Saints foi atacado por Page por trás. Uma briga logo se seguiu entre King, Thorpe, Lee e Page. Mais tarde naquela noite, foi anunciado que uma luta fatal four-way aconteceria na semana seguinte, onde o vencedor enfrentaria Saints pelo título no Stand & Deliver. A luta foi vencida por Page.
No episódio de 8 de abril do NXT, Meta-Four (Lash Legend e Jakara Jackson), Fatal Influence (Fallon Henley, Jacy Jayne e Jazmyn Nyx) e Roxanne Perez foram falar com a gerente geral do NXT, Ava, sobre uma luta de Última Chance por uma vaga na luta da escadas pelo Campeonato Norte-Americano Feminino do NXT no Stand & Deliver, mas Ava anunciou que não haveria última chance, para grande desapontamento de todas as mulheres. Perez exigiu competir no evento, e Ava disse que tinha uma ideia para uma luta no evento, com Perez afirmando que seria melhor que não fosse uma luta de duplas, já que ela não teria uma parceira. No episódio seguinte, Ava anunciou que Meta-Four, Fatal Influence, Gigi Dolin e Tatum Paxley competiriam em uma luta triple threat de duplas para determinar as desafiantes número 1 pelo Campeonato de Duplas Femininas da WWE contra Liv Morgan e Raquel Rodriguez no episódio de 22 de abril do NXT, com Ava dizendo que, se Perez encontrasse uma parceira, a luta seria um combate fatal four-way de duplas. Mais tarde naquela noite, foi anunciado que Cora Jade seria a parceira de Perez, e também foi revelado que a luta seria um combate de eliminação e aconteceria no pré-show Countdown to Stand & Deliver.
Após perder o Campeonato Norte-Americano do NXT, Tony D'Angelo permitiu que seu subchefe, Channing "Stacks" Lorenzo, assumisse um papel de liderança maior dentro da The D'Angelo Family. No episódio de 18 de março do NXT, Lorenzo, Luca Crusifino e Adriana Rizzo competiram em uma luta de trios mistos, enquanto D'Angelo assistia nos bastidores. Ele foi então atacado pelo Darkstate (Dion Lennox, Cutler James, Saquon Shugars e Osiris Griffin), distraindo o grupo por tempo suficiente para custar-lhes a luta. Após coletar mais informações sobre o Darkstate, no episódio de 8 de abril do NXT, Lorenzo desafiou o Darkstate para se encontrar com ele no estacionamento na semana seguinte, sem que D'Angelo soubesse. Lá, ele e Crusifino se envolveram em uma briga feroz com o Darkstate, que levou a melhor até a chegada de D'Angelo para igualar as forças. D'Angelo confrontou Lorenzo por não tê-lo consultado sobre esse plano, dizendo que não iriam resolver o problema com o Darkstate no estacionamento, mas sim no Stand & Deliver. Mais tarde naquela noite, foi anunciado que D'Angelo, Lorenzo e Crusifino enfrentariam três membros do Darkstate em uma luta de trios no Stand & Deliver.

## Evento
| Papel:                    | Nome:             |
| ------------------------- | ----------------- |
| Comentaristas em inglês   | Vic Joseph        |
| Comentaristas em inglês   | Corey Graves      |
| Comentaristas em inglês   | Booker T          |
| Comentaristas em espanhol | Marcelo Rodríguez |
| Comentaristas em espanhol | Jerry Soto        |
| Anunciador de ringue      | Mike Rome         |
| Árbitros                  | Adrian Butler     |
| Árbitros                  | Chip Danning      |
| Árbitros                  | Dallas Irvin      |
| Árbitros                  | Derek Sanders     |
| Árbitros                  | Felix Fernandez   |
| Entrevistadores           | Sarah Schreiber   |
| Painel do pré-show        | Megan Morant      |
| Painel do pré-show        | Sam Roberts       |

### Pré-show
No pré-show do Countdown to Stand & Deliver, Meta-Four (Lash Legend e Jakara Jackson), Fatal Influence (Jacy Jayne e Fallon Henley, acompanhadas por Jazmyn Nyx), Gigi Dolin e Tatum Paxley (acompanhadas por Shotzi), e Roxanne Perez e Cora Jade competiram em uma luta fatal four-way de eliminação de duplas para determinar as desafiantes número um pelo Campeonato de Duplas Femininas da WWE. Meta-Four foi eliminada depois que Perez realizou o Pop Rox em Legend. Perez então abandonou Jade, permitindo que Dolin e Paxley fizessem o pin em Jade. Dolin e Paxley conseguiram a eliminação final com o Cemetery Driver em Jayne para vencer a luta.

### Lutas preliminares
O evento em si começou com Ricky Saints defendendo o Campeonato Norte-Americano do NXT contra Ethan Page. Durante a luta, Saints saltou das cordas, mas Page o jogou sobre a mesa de comentaristas. Dentro do ringue, Page aplicou um Boston Crab em Saints, que conseguiu alcançar as cordas para quebrar a chave. Page fez um powerslam em Saints para um quase pinfall. Saints executou um powerbomb em Page para um quase pinfall. Page aplicou o Ego's Page em Saints para mais um quase pinfall. Saints, então, realizou um Spear e o Roshambo em Page para reter o título.
No segundo combate, Nathan Frazer e Axiom defenderam o Campeonato de Duplas do NXT contra Hank e Tank (Hank Walker e Tank Ledger). No clímax da luta, Axiom executou um Spanish Fly em Walker, seguido por um Phoenix Splash de Frazer, mas Ledger interrompeu o pin. Ledger realizou um suicide dive em Axiom e, de volta ao ringue, Hank e Tank executaram um high/low powerslam em Frazer para conquistarem o título.
Em seguida, aconteceu a luta de escadas pelo vago Campeonato Norte-Americano Feminino do NXT, com a participação de Thea Hail, Lola Vice, Izzi Dame, Kelani Jordan, Sol Ruca e Zaria. Hail estava com as mãos no cinturão, mas Dame puxou a escada para longe. Logo depois, The Calling (Shawn Spears, Niko Vance e Brooks Jensen) apareceu, e Zaria empurrou Hail contra eles. Vice empurrou Ruca e Jordan para fora de uma escada apoiada antes de aplicar um sleeper hold' em Zaria. Jordan realizou um splash em Vice e tentou subir a escada, mas Ruca se impulsionou do outro lado. Zaria puxou Jordan para fora da escada e a mandou para os outros lutadores fora do ringue. Zaria e Ruca tentaram fazer uma aliança, mas acabaram brigando no topo da escada. Ruca então deu um chute em Zaria, fazendo-a cair, mas foi parada por Dame. Ruca então executou o Sol Snatchers em todas e pegou o cinturão para conquistar o título.
No quarto combate, The D'Angelo Family (Tony D'Angelo, Channing "Stacks" Lorenzo e Luca Crusifino, acompanhados por Adriana Rizzo) enfrentou o DarkState (Dion Lennox, Osiris Griffin e Saquon Shugars, acompanhados por Cutler James). O final da luta aconteceu quando Lorenzo traiu D'Angelo, atacando-o com um golpe baixo, permitindo que Shugars executasse um pop-up powerbomb em D'Angelo para conquistar a vitória.
No penúltimo combate, Stephanie Vaquer defendeu o Campeonato Feminino do NXT contra Giulia, Jaida Parker e Jordynne Grace em uma luta fatal four-way. As quatro mulheres tiveram o controle da luta em diferentes momentos. Elas aplicaram movimentos de submissão umas nas outras, e Vaquer então dominou Grace, Giulia e Parker. Vaquer executou um suplex em Grace e a jogou contra o tapete do ringue várias vezes. Giulia aplicou um roll-up em Parker para um quase pinfall. Parker realizou um Gourd Buster e um Hip Notic em Giulia, mas Vaquer interrompeu o pin com um Spiral Tap e fez o pin em Parker após um Package Shoulder Breaker para reter o título.

### Evento principal
No evento principal, Oba Femi defendeu o Campeonato do NXT contra Je'Von Evans e Trick Williams. Todos os homens executaram seus golpes característicos ao longo da luta, com Femi dominando a maior parte do tempo. Evans realizou um top-rope cutter em Femi para um quase pinfall. Williams puxou o árbitro para fora do ringue. Femi jogou Evans através da barricada. Williams fez um Rock Bottom em Femi através da mesa de comentaristas. Williams executou o Trick Shot, mas, enquanto o árbitro se recuperava, Femi o nocauteou e interrompeu o pin antes da contagem de três. Williams executou o Trick Shot em Evans, mas Femi realizou um Fall from Grace em Williams, fazendo-o cair sobre Evans, antes de aplicar o mesmo movimento em Evans para reter o título.

## Após o evento
Gigi Dolin e Tatum Paxley disputaram o Campeonato de Duplas Femininas da WWE contra Liv Morgan e Raquel Rodriguez no episódio seguinte do NXT, mas as campeãs conseguiram reter os títulos.
Ainda no NXT, Stephanie Vaquer derrotou Roxanne Perez para manter o Campeonato Feminino do NXT e foi confrontada por Giulia e Jordynne Grace logo após a luta.

## Resultados
| Nº                                          | Resultados | Estipulações | Tempo |
| ------------------------------------------- | --- | --- | ----- |
| Pré- show                                   | Tatum Paxley e Gigi Dolin derrotaram Meta-Four (Lash Legend e Jakara Jackson), Fatal Influence (Fallon Henley e Jacy Jayne) e Roxanne Perez e Cora Jade                                  | Luta fatal four-way de eliminação de duplas para determinar as desafiantes número 1 pelo Campeonato de Duplas Femininas da WWE | 12:51 |
| 2                                           | Ricky Saints (c) derrotou Ethan Page | Luta individual pelo Campeonato Norte-Americano do NXT                                                                         | 12:43 |
| 3                                           | Hank e Tank (Hank Walker e Tank Ledger) derrotaram Fraxiom (Nathan Frazer e Axiom) (c)                                                                                                   | Luta de duplas pelo Campeonato de Duplas do NXT                                                                                | 13:56 |
| 4                                           | Sol Ruca derrotou Zaria, Kelani Jordan, Izzi Dame, Lola Vice e Thea Hail | Luta de escadas pelo vago Campeonato Norte-Americano Feminino do NXT                                                           | 14:40 |
| 5                                           | DarkState (Dion Lennox, Saquon Shugars e Osiris Griffin) (com Cutler James) derrotou The D'Angelo Family (Tony D'Angelo, Channing "Stacks" Lorenzo e Luca Crusifino) (com Adriana Rizzo) | Luta de trios | 13:13 |
| 6                                           | Stephanie Vaquer (c) derrotou Giulia, Jaida Parker e Jordynne Grace | Luta fatal four-way pelo Campeonato Feminino do NXT                                                                            | 16:29 |
| 7                                           | Oba Femi (c) derrotou Je'Von Evans e Trick Williams | Luta triple threat pelo Campeonato do NXT                                                                                      | 16:58 |
| (c) – Refere-se aos campeões antes da luta. | | |       |

### Lutafatal four-wayde eliminação de duplas
| Ordem de eliminação | Lutadora                  | Time                      | Eliminada por             | Método                                 | Tempos |
| ------------------- | ------------------------- | ------------------------- | ------------------------- | -------------------------------------- | ------ |
| 1                   | Lash Legend               | Meta-Four                 | Roxanne Perez             | Sofreu o pin após um Pop Rox           | 7:30   |
| 2                   | Cora Jade                 | Cora Jade e Roxanne Perez | Gigi Dolin e Tatum Paxley | Sofreu o pin após um roll-up assistido | 9:20   |
| 3                   | Jacy Jayne                | Fatal Influence           | Tatum Paxley              | Sofreu o pin após um Cemetery Drive    | 12:51  |
| Vencedoras:         | Gigi Dolin e Tatum Paxley | Gigi Dolin e Tatum Paxley | —                         | —                                      | 12:51  |